# Leontine Vervliet
Leontina (Leontine) Vervliet (Gentbrugge, 20 december 1894 – 31 oktober 1977) was de eerste vrouwelijke schepen van Gentbrugge.

## Biografie
Vervliet werd in 1947 gemeenteraadslid van de gemeente Gentbrugge en in 1948 werd ze de eerste vrouwelijke schepen van Gentbrugge en kreeg als bevoegdheid Onderwijs. Ze was ook medestichtster van de COVDA op Gentbrugge-Centrum.
Haar roepnaam was 'Leontine', dus werd voorgesteld om die voornaam te gebruiken en niet de voornaam van haar geboorteakte.

## Erkentelijkheid

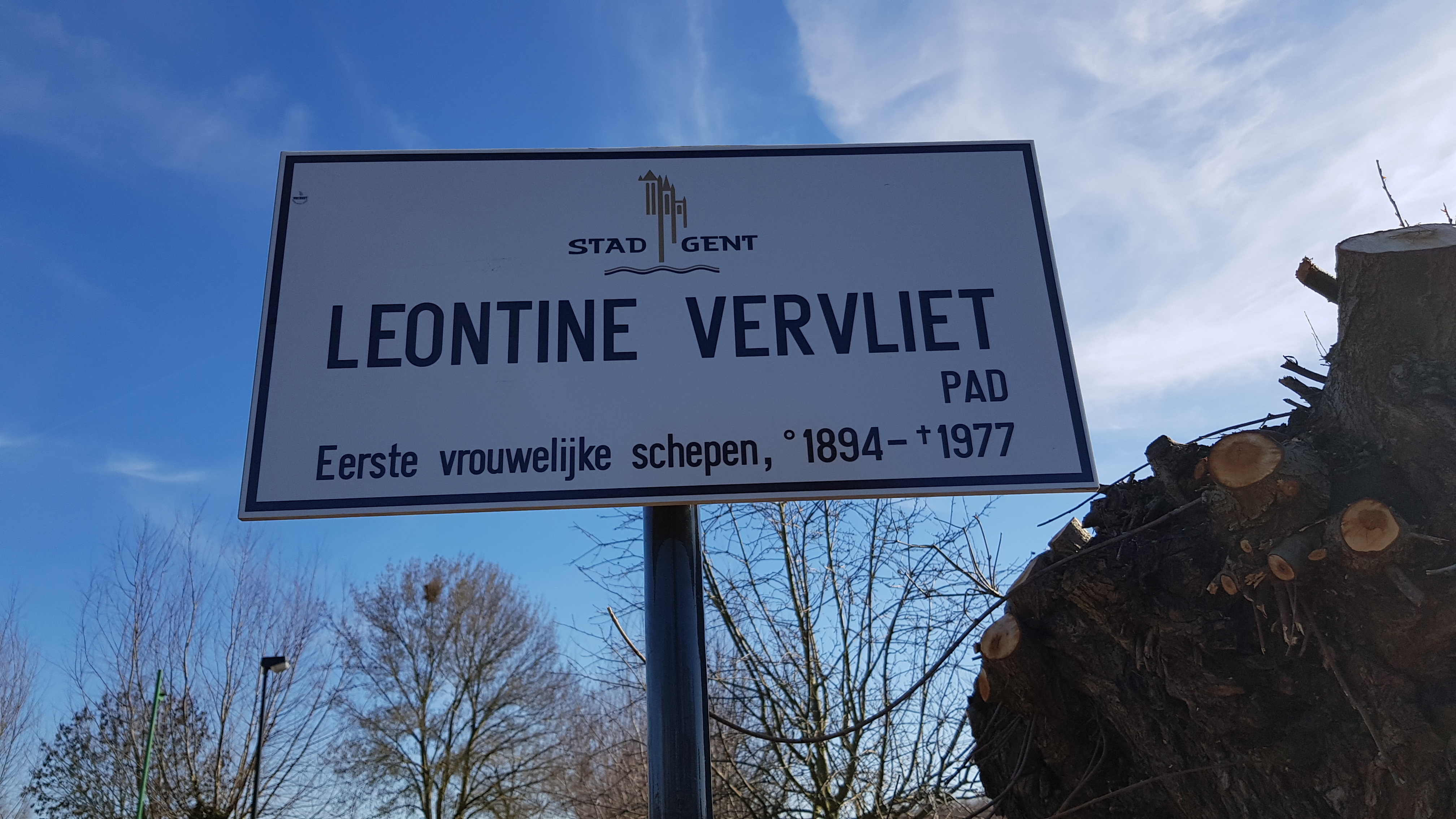
Foto van het bordje met de aanwijzing van het Leontine Vervlietpad te Gentbrugge. Genomen door Luc De Grieve (kleinzoon)

Eén van de hoofdpaden van het volkstuinencomplex De Meersen te Gentbrugge, het Leontine Vervlietpad, werd naar haar vernoemd.